# マシュー・ケント
マシュー・ケント（Mathew Kent, 1980年7月2日 - ）はオーストラリア連邦ビクトリア州メルボルン出身のプロ野球選手(捕手)。右投左打。

## 経歴
2006年開幕前の3月には、この年から開催される事となったワールド・ベースボール・クラシック(WBC)のオーストラリア代表に選出された。
2007年オフの11月には、「日豪親善 野球日本代表最終強化試合」のオーストラリア代表に選出された。

## 選手としての特徴
大きな体格を生かしたパンチ力と強肩を武器とする。

## 詳細情報

### 代表歴
- 2006 ワールド・ベースボール・クラシック・オーストラリア代表